# 佩雷 (滨海夏朗德省)
佩雷（法語：Péré，法語發音：[peʁe]）是法国滨海夏朗德省的一个旧市镇，位于该省北部，属于罗什福尔区。2018年，佩雷与市镇圣日耳曼-德马朗塞讷合并为新市镇圣皮埃尔拉努。

## 地理
佩雷（46°5'27"N, 0°49'2"W）面积8.44 平方千米，位于法国新阿基坦大区滨海夏朗德省，该省份为法国西部滨海省份，北起旺代省，西临大西洋，南至吉倫特省，东南接多爾多涅省，东北接德塞夫勒省接壤，东临夏朗德省。
与佩雷接壤的市镇（或旧市镇、城区）包括：尚邦、朗德赖、圣日耳曼-德马朗塞讷、叙热尔。
佩雷的时区为UTC+01:00、UTC+02:00（夏令时）。

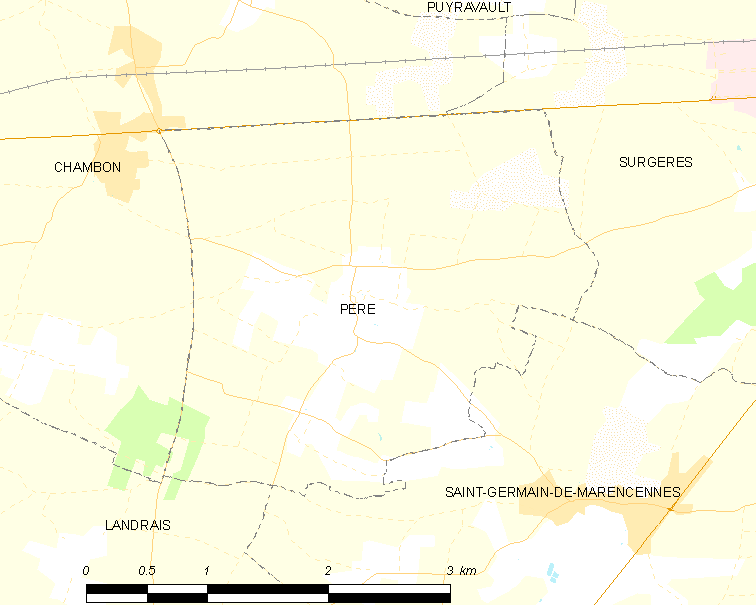
佩雷的OSM定位图

## 行政
佩雷的邮政编码为17700，INSEE市镇编码为17272。

## 政治
佩雷所属的省级选区为叙热尔县。

## 人口

1962-2008年间佩雷人口变化图示

佩雷于2018年1月1日时的人口数量为366人。